# 福島萬治
福島 萬治（ふくしま まんじ、1939年または1940年 - ）は、日本の元卓球選手。現役時代は日本代表としてアジア競技大会卓球競技で金メダルを獲得した。

## 経歴
広島県立因島高等学校在学時に全国高等学校卓球選手権で準優勝。
専修大学在学時の1960年度、全日本卓球選手権大会で江頭新生と出場した男子ダブルス決勝で山本義徳 / 石橋征組に0-2で敗れ準優勝。
1961年度、全日本選手権で栗田和代と出場した混合ダブルス決勝で星野展弥 / 伊藤和子組に0-2で敗れ準優勝。
1962年度、全日本学生卓球選手権大会で吉本忠義と出場した男子ダブルス優勝。　全日本選手権で吉本と出場した男子ダブルス決勝で三木圭一 / 瀬川栄次組を2-0で下し優勝。
シチズン時計所属時の1963年度、マニラ (フィリピン) で開催されたアジア卓球選手権で高橋浩と出場した男子ダブルスで金メダル、伊藤と出場した混合ダブルスで金メダル、団体で金メダル。国民体育大会卓球競技で高橋らとともに東京都を優勝に導く。全日本選手権で吉本と出場した男子ダブルス決勝で新開卓 / 小林健一組に0-2で敗れ準優勝。
1966年度、北京国際卓球大会で長谷川信彦と出場した男子ダブルスで銅メダル。
1967年度、全米オープンでシングルス優勝。
現役引退後は各大学や全日本でコーチを務めた。